# 807
807 (DCCCVII) fue un año común comenzado en viernes del calendario juliano, en vigor en aquella fecha.

## Acontecimientos
- Harún al-Rashid construye la Mezquita Jame' Atiq de Qazvin en Qazvin.
- Ferdomnach de Armagh escribe el libro de Armagh.